# Hermann Kronsteiner

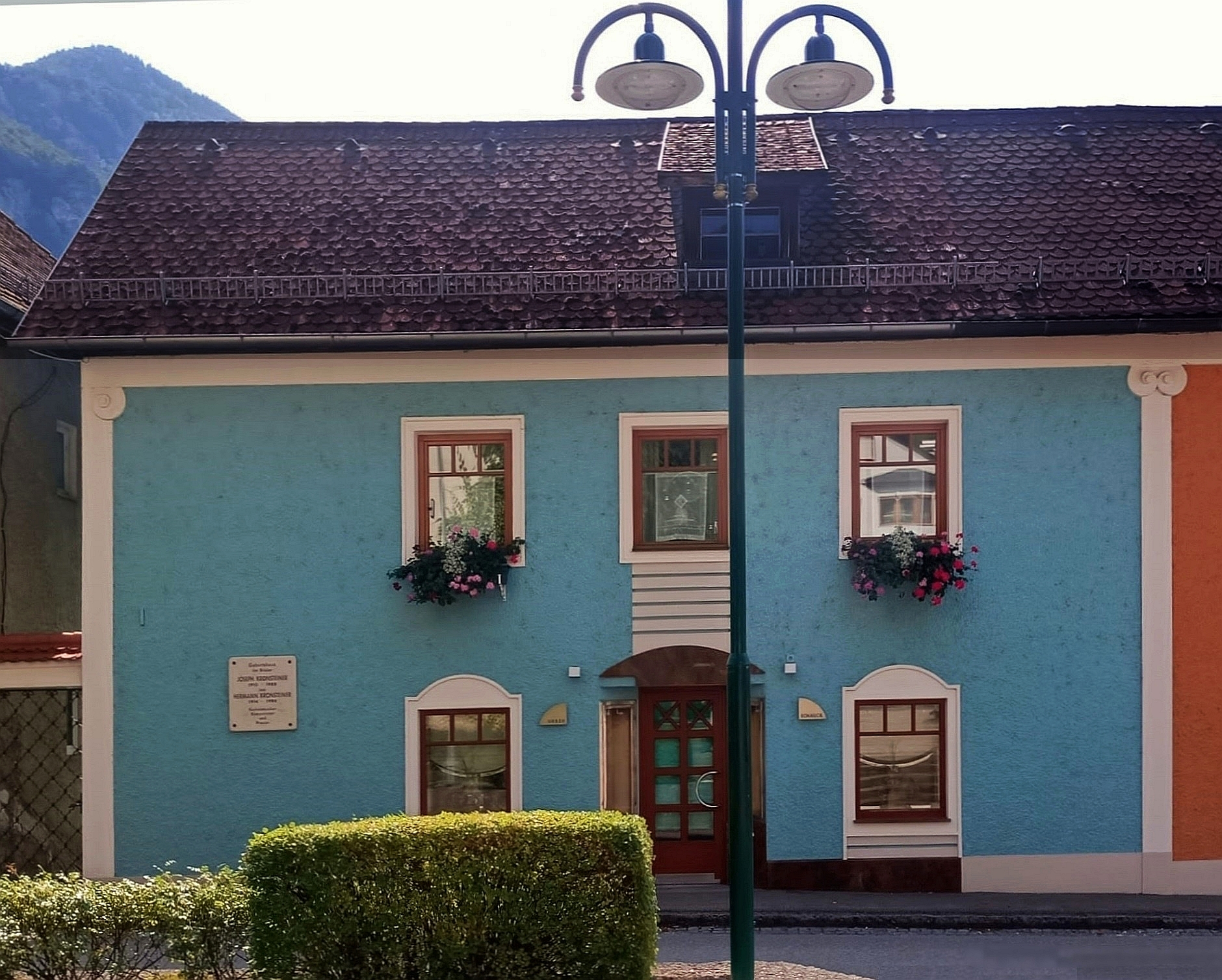
Geburtshaus von Joseph und Hermann Kronsteiner in Losenstein

Hermann Kronsteiner (* 25. März 1914 in Losenstein; † 13. November 1994 in Linz) war ein österreichischer römisch-katholischer Geistlicher und Kirchenmusiker, der sich besonders als  Komponist betätigte.

## Leben
Hermann Kronsteiner war der Bruder von Joseph Kronsteiner und ebenso wie dieser Priester. Er studierte an der Wiener Musikakademie (Kirchenmusik), war Musikprofessor des Linzer Knabenseminars Kollegium Petrinum und  Professor an der Wiener Musikakademie (Kirchenmusik). 
Die Brüder Kronsteiner waren auch mit Joseph Ratzinger und Georg Ratzinger bekannt.
Hermann und Joseph Kronsteiner sind bestattet im Priestergrab ihrer Heimatgemeinde Losenstein.

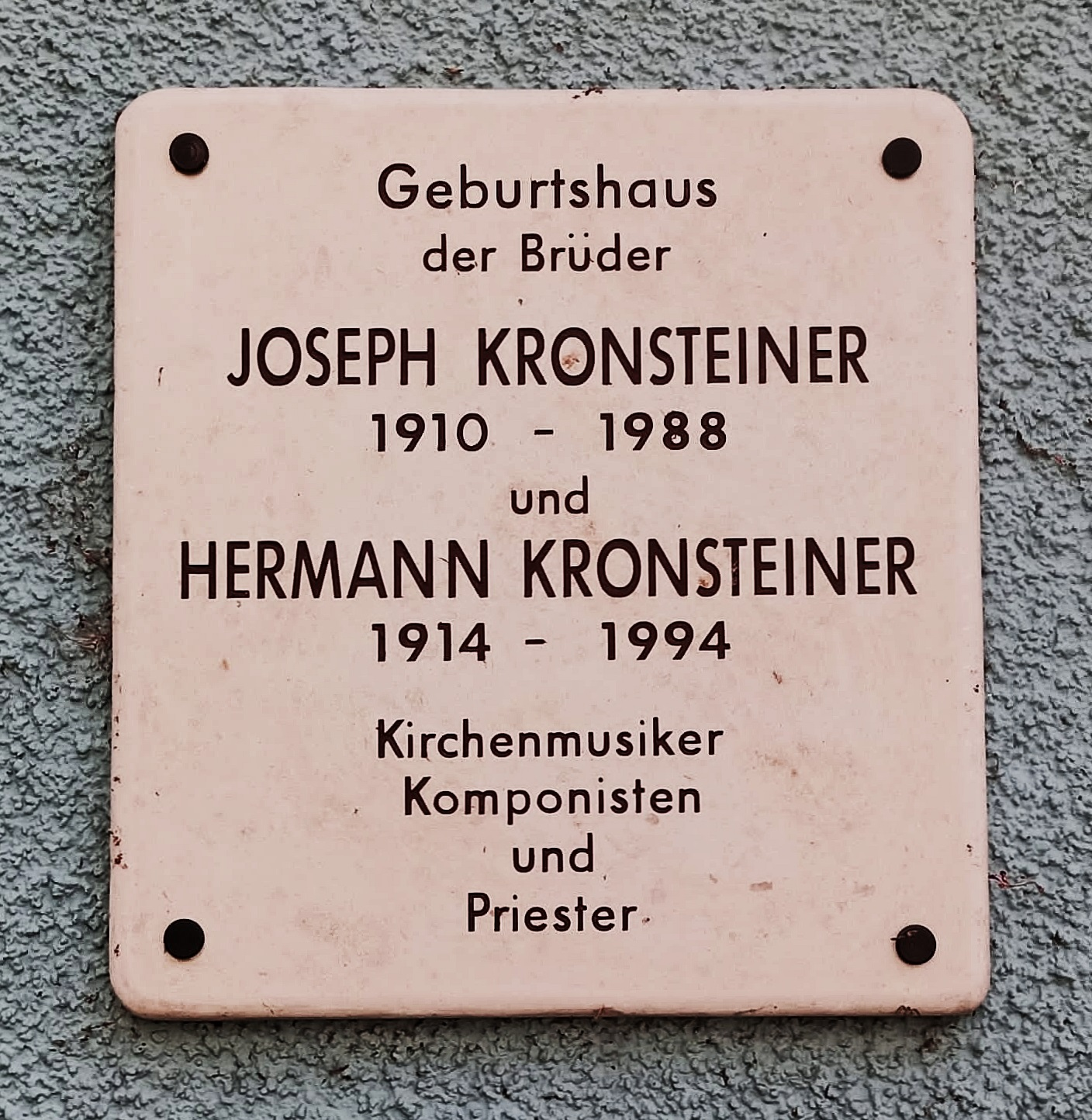
Gedenktafel am Geburtshaus von Joseph und Hermann Kronsteiner
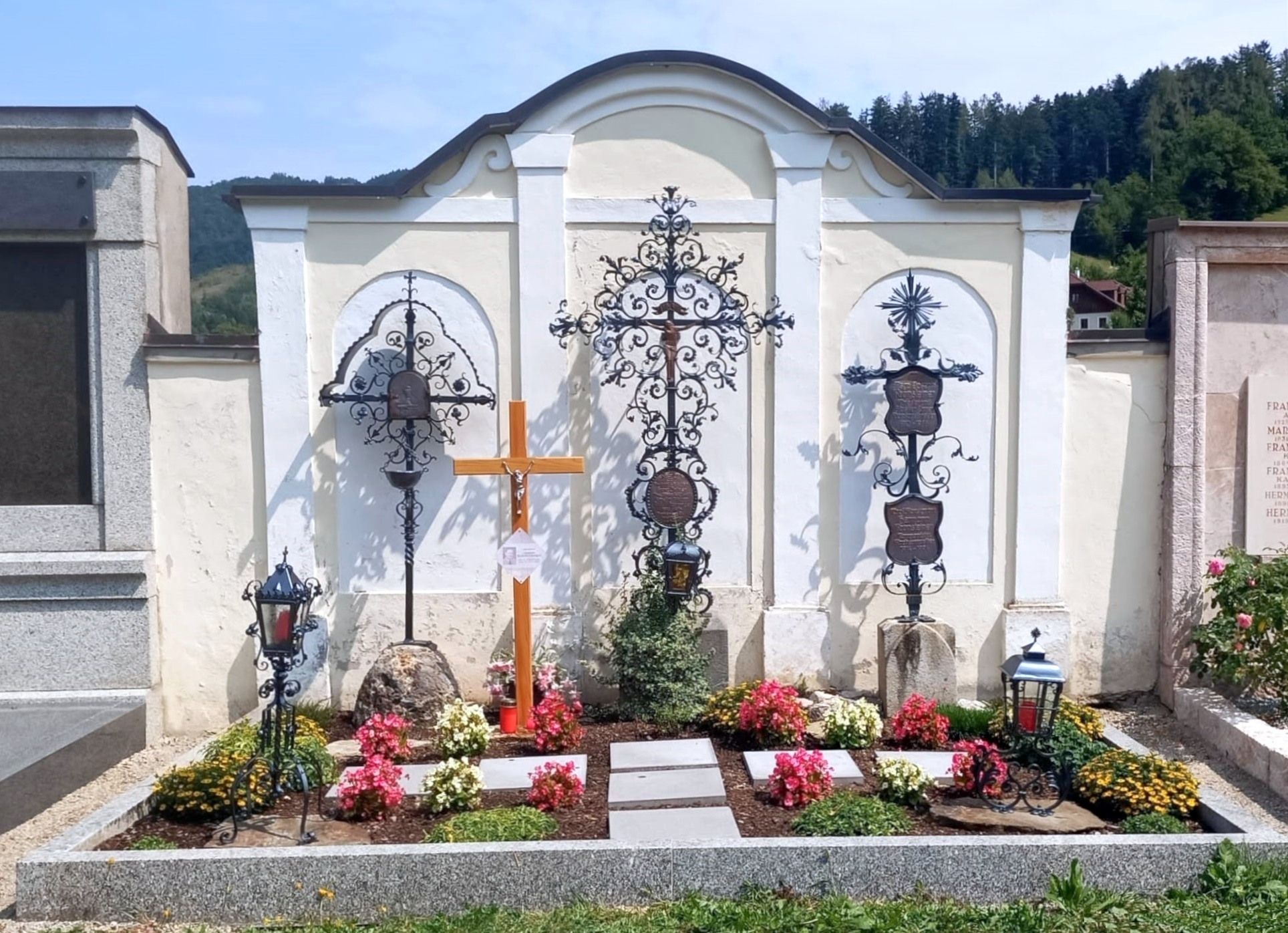
Priestergrabstätte am Friedhof Losenstein
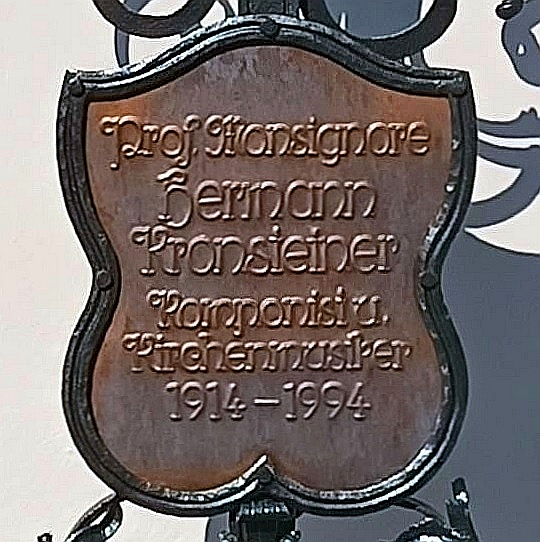
Grabinschrift für Hermann Kronsteiner

## Kompositionen
- 3 Oratorien
- ca. 30 Messen
- ca. 100 lat. und 60 dt. Propriengesänge

## Publikationen
- Das Petrusgrab. Rom hat sein Herz entdeckt. Styria, 1952.
- Palmsonntag, Gründonnerstag, Karfreitag, Osternacht. Einstimmige deutsche Gesänge. Veritas, Linz 1956.
- Die lauretanische Litanei für Volksgesang und Schola zu drei gleichen Stimmen. Veritas 1963.
- Abenddank: Vesper – Komplet. Veritas, Linz 1966.
- Wechselgesänge für Kirche, Schule und Heim. Veritas, Linz 1967.
- Kleines Antiphonale für Kantor, Schola, Volk. Orgelbegleitung. Veritas, Linz 1971.
- Eine Mutter und 11 Kinder. Ein Bericht über die „Kronsteiner-Mutter“. Verlag Veritas, Linz 1979.
- Hoamatmess'. Österreichische Mundartmesse. Vor- und Nachspiele für 4 Bläser ad libitum. 1987.